# Kasteel van Bocaud
Het Kasteel van Bocaud of Kasteel van Jacou (Frans: Château de Bocaud) is een kasteel in de Franse gemeente Jacou.